# Leichtathletik-Europameisterschaften 1982/4 × 100 m der Frauen

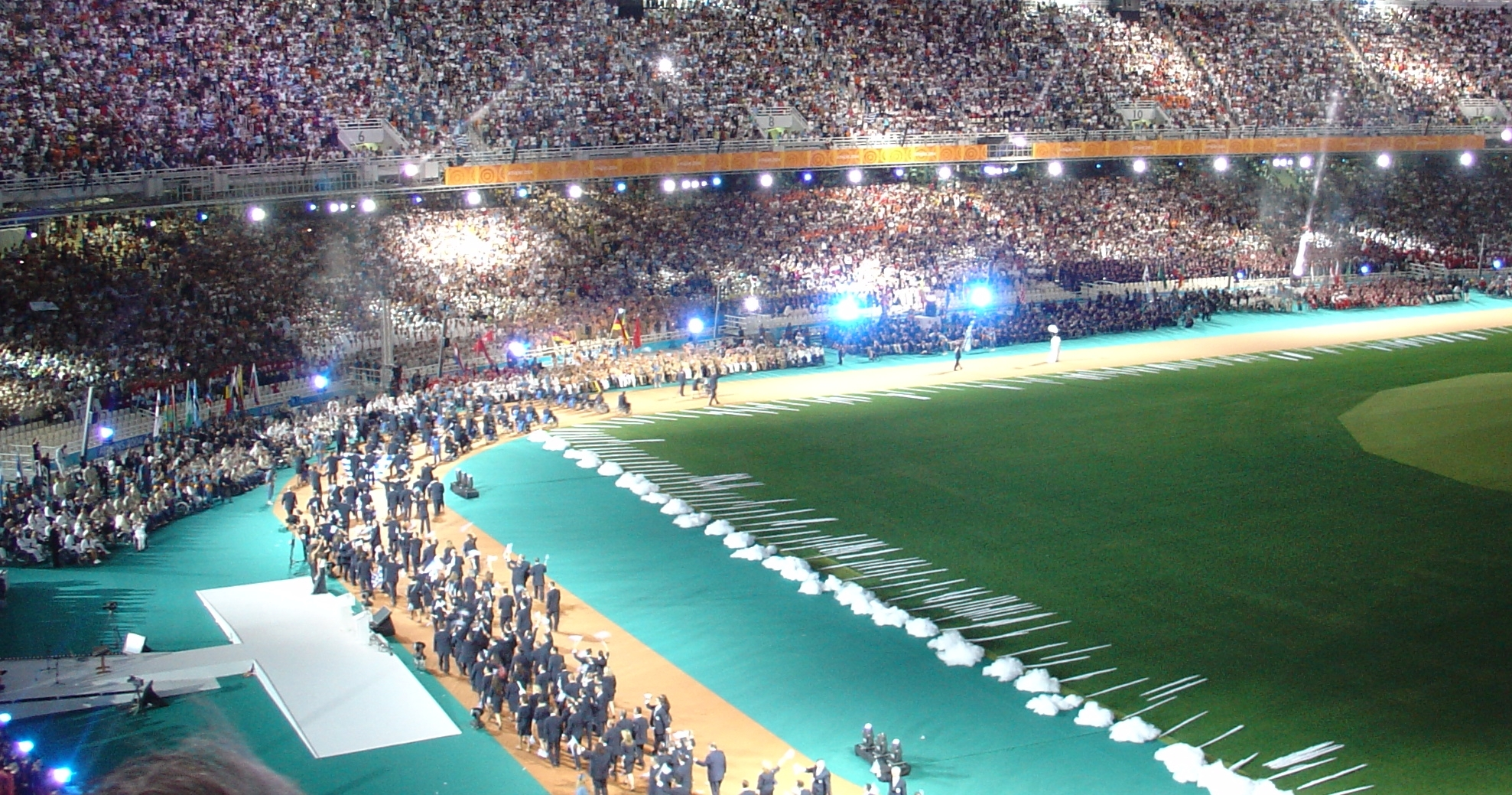
Das Athener Olympiastadion bei der Eröffnung der Paralympics 2004

Die 4-mal-100-Meter-Staffel der Frauen bei den Leichtathletik-Europameisterschaften 1982 wurde am 11. September 1982 im Olympiastadion von Athen ausgetragen.
Europameister wurde die DDR in der Besetzung Gesine Walther, Bärbel Wöckel, Sabine Rieger und Marlies Göhr. Den zweiten Platz belegte Großbritannien mit Wendy Hoyte, Kathy Smallwood, Beverley Callender und Shirley Thomas. Bronze ging an Frankreich (Laurence Bily, Marie-Christine Cazier, Rose-Aimée Bacoul, Liliane Gaschet).

## Rekorde

### Bestehende Rekorde
| Weltrekord           | 41,60 s | DDR (Romy Müller, Bärbel Wöckel, Ingrid Auerswald, Marlies Göhr)       | OS Moskau, Sowjetunion (heute Russland) | 1. August 1980    |
| Europarekord         | 41,60 s | DDR (Romy Müller, Bärbel Wöckel, Ingrid Auerswald, Marlies Göhr)       | OS Moskau, Sowjetunion (heute Russland) | 1. August 1980    |
| Meisterschaftsrekord | 42,51 s | DDR (Doris Maletzki, Renate Stecher, Christina Heinich, Bärbel Eckert) | EM Rom, Italien                         | 8. September 1974 |

### Rekordverbesserung
Die Europameisterstaffel aus der DDR verbesserte den bestehenden EM-Rekord in der Besetzung Gesine Walther, Bärbel Wöckel, Sabine Rieger und Marlies Göhr im Finale am 11. September um 32 Hundertstelsekunden auf 42,19 s. Den Welt- und Europarekord verfehlte das Quartett um 59 Hundertstelsekunden.

## Durchführung
Es nahmen lediglich sieben Teams an diesem Wettbewerb teil, sodass keine Vorläufe notwendig waren. Alle Staffeln traten zum gemeinsamen Finale an.

## Legende
Kurze Übersicht zur Bedeutung der Symbolik – so üblicherweise auch in sonstigen Veröffentlichungen verwendet:
| CR  | Championshiprekord                       |
| DNF | Wettkampf nicht beendet (did not finish) |

## Finale
11. September 1982
| Platz | Staffel          | Besetzung                                                                        | Zeit (s)                         |
| ----- | ---------------- | -------------------------------------------------------------------------------- | -------------------------------- |
| 1     | DDR              | Gesine Walther Bärbel Wöckel Sabine Rieger Marlies Göhr                          | 42,19 CR                         |
| 2     | Großbritannien   | Wendy Hoyte Kathy Smallwood Beverley Callender Shirley Thomas                    | 42,66000                         |
| 3     | Frankreich       | Laurence Bily Marie-Christine Cazier Rose-Aimée Bacoul Liliane Gaschet           | 42,68000                         |
| 4     | Bulgarien        | Anelija Nunewa Nadeschda Georgiewa Jordanka Donkowa Sofka Popowa                 | 43,10000                         |
| 5     | Sowjetunion      | Tatjana Anissimowa Irina Olchownikowa Jelena Keltschewskaja Ljudmila Kondratjewa | 43,39000                         |
| 6     | Italien          | Daniela Ferrian Carla Mercurio Marisa Masullo Erica Rossi                        | 43,99000                         |
| DNF   | Tschechoslowakei | Stepánka Sokolová Radoslava Soborova Taťána Kocembová Jarmila Kratochvílová      | Stabverlust beim zweiten Wechsel |

## Videolink
- 1982 European championships 4x100m Relay women, www.youtube.com, abgerufen am 9. Dezember 2022